# 奥考
奥考，是匈牙利科马罗姆-埃斯泰尔戈姆州所辖的一个村。总面积18.11平方公里，总人口268，人口密度14.8人/平方公里（2011年1月1日）。